# Koupéla
Koupéla – miasto w Burkinie Faso, ośrodek administracyjny prowincji Kouritenga. Według danych szacunkowych na rok 2013 liczyło 23 104 mieszkańców.